# Behren-lès-Forbach
Behren-lès-Forbach là một xã trong tỉnh Moselle, vùng Grand Est đông bắc nước Pháp.